# Condado de Clark (Ohio)
El condado de Clark es uno de los 88 condados del estado estadounidense de Ohio. La sede del condado es Springfield, así como su mayor ciudad. El condado posee un área de 1.045 km² (de los cuales 10 km² están cubiertos por agua), la población es de 144.742 habitantes y la densidad de población de 140 hab/km² (según el censo nacional de 2000). Este condado fue fundado el 1 de marzo de 1818.

## Toponimia
El condado fue creado el 1 de marzo de 1818, y fue nombrado por el general George Rogers Clark, un héroe de la Revolución Americana.